# Ben Ainslie
Ben Ainslie CBE (Macclesfield, Chesire, Regne Unit, 1977) és un regatista britànic; és el navegant amb més èxit de la història olímpica. Va guanyar medalles en cinc Jocs Olímpics consecutius a partir de 1996, inclòs l'or als quatre Jocs consecutius (Sidney, Atenes, Pequín i Londres) celebrats entre el 2000 i el 2012.
És un dels tres atletes a guanyar medalles en cinc Jocs Olímpics diferents de vela, sent la tercera persona a guanyar cinc medalles olímpiques en aquest esport (després de Torben Grael i Robert Scheidt) i també la segona a guanyar quatre medalles d'or, després de Paul Elvstrøm.
Ben és el director de l'equip, conseller delegat i patró d’INEOS Britannia i conseller delegat i conductor de l'equip de SailGP de Gran Bretanya.

## Biografia
Ainslie va néixer a Macclesfield, Anglaterra, fill de Roddy i Sue Ainslie. Roddy va capitanejar un vaixell que va participar en la primera regata de Whitbread Round The World el 1973. La germana gran de Ben, Fleur, està casada amb Jerome Pels, antic secretari general de la Federació Internacional de Vela (ISAF). Ainslie es va educar a dues escoles independents: a l’escola Terra Nova en una zona rural prop del poble de Holmes Chapel a Cheshire al nord-oest d'Anglaterra, i a l'escola Truro a la ciutat de Truro, Cornualla, seguida de Peter Symonds Sixth Form, Winchester, Hampshire.
El 2001 fou nomenat membre de l'Imperi Britànic, i el 2005 fou nomenat Cavaller Comandant d'aquest Orde. Finalment el 2009 fou promogut a Comandant.

## Carrera esportiva
Ainslie va aprendre a navegar a Restronguet Creek prop de Falmouth, Cornualla.
Va començar a navegar als vuit anys i va competir per primera vegada als deu. La seva primera competició internacional va ser als dotze anys als campionats del món Optimist de 1989 celebrats al Japó, on va ocupar el lloc 73è.

### Jocs olímpics
Va participar, als 19 anys, en els Jocs Olímpics d'Estiu de 1996 realitzats a Atlanta (Estats Units), on aconseguí guanyar la medalla de plata en la prova de la classe laser. Va engreixar uns 18 kg i es va traslladar a la classe finlandesa més gran per als Jocs Olímpics d'estiu de 2004, on va guanyar l'or, una gesta que va repetir a les competicions de 2008 i 2012. Tant els seus botes làser com els finlandesos que van guanyar la medalla d'or es mostren actualment al Museu Marítim Nacional de Cornualla.
Participà novament en aquesta classe en els Jocs Olímpics d'Estiu del 2000 realitzats a Sydney (Austràlia), on aconseguí guanyar la medalla d'or. En els Jocs Olímpics d'Estiu de 2004 realitzats a Atenes (Grècia) Ainslie passà a la classe Finn, on aconseguí guanyar la medalla d'or, metall que va repetir en els Jocs Olímpics d'Estiu de 2008 realitzats a Pequín (Xina).
El 19 de maig de 2012, Ainslie es va convertir en la primera persona a portar la torxa olímpica al Regne Unit. Començant la gira de 70 dies pel Regne Unit a Land's End, va ser el primer dels 8.000 portadors de torxes. Va ser seleccionat l'11 d'agost de 2012 per portar la bandera de l'equip de Gran Bretanya a la cerimònia de clausura dels Jocs Olímpics de Londres 2012.
En els Jocs Olímpics d'Estiu de 2012 celebrats a Londres (Regne Unit) Ainsle aconseguí guanyar la seva cinquena medalla olímpica en la modalitat de Finn, la seva quarta medalla d'or consecutiva.

### Campionat del Món
Al llarg de la seva carrera ha guanyat 12 medalles en el Campionat del Món de vela, 7 d'elles d'or, i 4 medalles en el Campionat d'Europa de vela.

#### Títols mundials
- 1r Campionat del Món Laser Radial de 1993
- 1r Campionat del món de vela juvenil de l'IYRU de 1995 a Hamilton, Bermudes.
- 1r Campionat del Món de làser de 1998
- 1r Campionat del Món de làser de 1999
- 1a Copa d'Or de Finlàndia 2002
- 1r Campionat del Món de Vela ISAF 2003 que efectivament és la Copa d'Or de Finnès
- 1a Copa d'Or de Finlàndia 2004
- 1a Copa d'Or de Finlàndia 2005
- 1a Copa d'Or de Finlàndia 2008
- 1r Campionat del Món de curses obertes de l'ISAF 2010
- 1a Copa d'Or de Finlàndia 2012[10]

#### Altres resultats del Campionat del Món
- 73è Campionat del Món Optimist de 1989 celebrat al Japó
- 109è Campionat del Món Optimist de 1991 celebrat a Grècia
- 37è Campionat del Món Optimist de 1992 celebrat a Argentina
- 2n Campionat del món de vela juvenil de l'IYRU de 1994 a Marató
- 43è Campionat del Món de làser de 1994
- 21è Campionat del Món de làser de 1995
- 3r Campionat del Món de làser de 1996
- 3r Campionat del Món de làser de 1997
- 3r Campionat del Món de làser 2000
- 3r Campionat del Món d'Etchells 2009
- 11è Campionat del Món de Vela ISAF 2011 que efectivament és el Campionat del Món de Finnès.

Als Campionats del Món de Vela ISAF de 2011 va estar en una posició guanyadora en les fases finals de la regata, però va ser desqualificat segons la regla 69 (mala conducta greu) per amenaçar físicament a un fotògraf. Ainslie va sentir que l'estela del vaixell del fotògraf li havia impedit superar un competidor.

### Altres resultats significatius
- 1r Campionat d'Europa radial làser de 1993, Grècia
- 1r 2006 Rolex Maxi Yacht Cup – Maxi – Alfa Romeo
- 1r 2008 Rolex Maxi Yacht Cup – Mini Maxi – Alfa Romeo 3[12]
- 1r temps rècord Transpac Race i monocasc de 2009 (5 dies 14 hores) Alfa Romeo
- 4t 2010 Team Origin - TP52 Audi Medcup
- 2013 The Round the Island Race Rècord i línia d'honors JPMorgan
- Primera Sèrie Mundial de la Copa América 2015/2016 Land Rover BAR

### Copa Amèrica

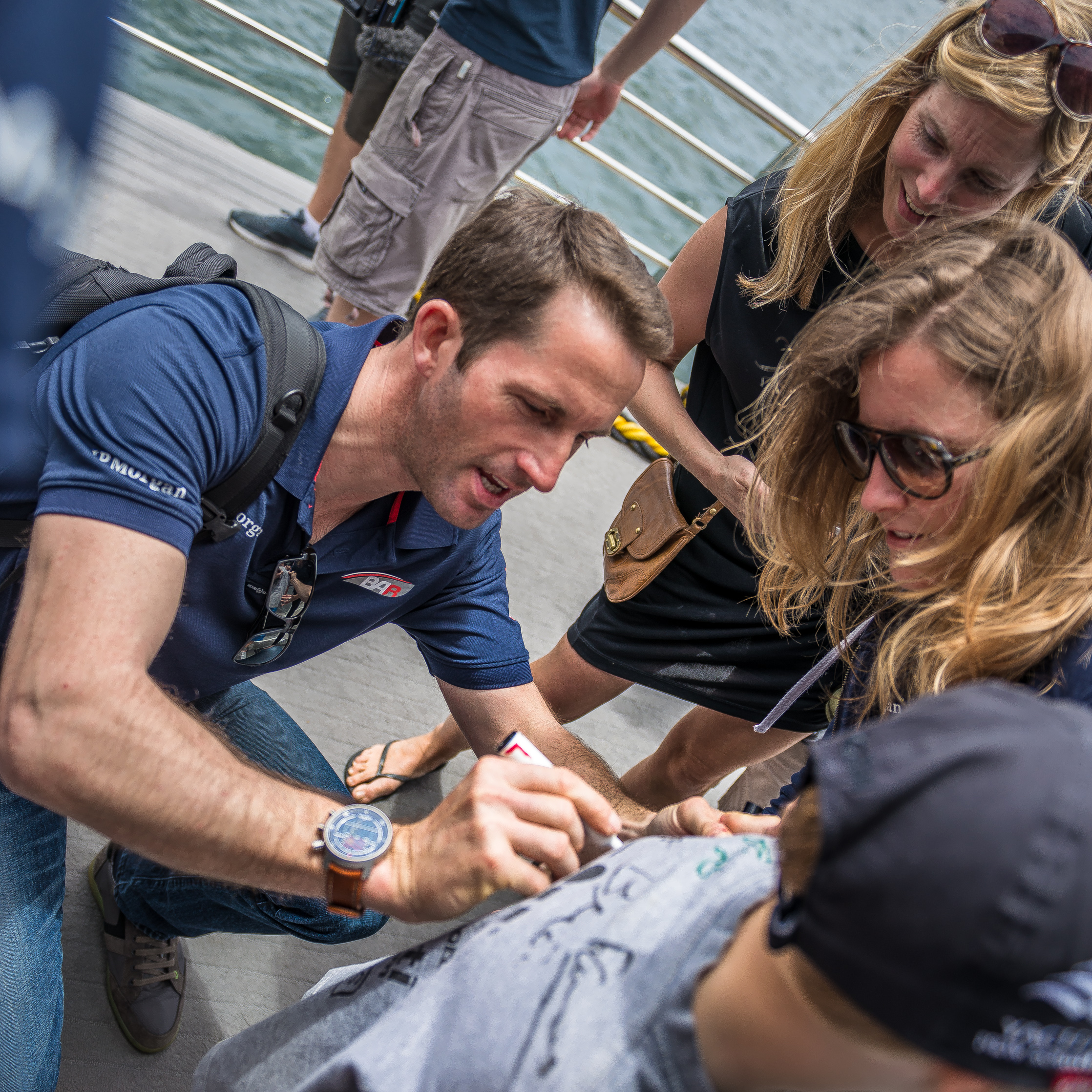
Sir Ben Ainslie amb fans el 2014

- One World Challenge – Seattle Yacht Club[13]
- Equip de Nova Zelanda - Royal New Zealand Yacht Squadron

A principis de 2005, Ainslie va treballar com a tàctic a l’equip de Nova Zelanda, amb seu a Nova Zelanda, que es preparava per competir en el procés de selecció de desafiadors per guanyar el dret de desafiament per a la 32a Copa Amèrica. El maig de 2005, Ainslie va prendre la decisió de renunciar al paper de tàctic i centrar-se a millorar les seves habilitats de competició com a timoner del vaixell B que solia practicar i afinar el vaixell de regata dirigit per Dean Barker.
- Origen de l'equip: Royal Thames Yacht Club

La figura d'Ainslie va liderar un repte britànic per a la Copa al costat de Sir Keith Mills, l'equip va ser anomenat Team Origin. Tanmateix, aquest repte es va retirar sense competir després d'un període de discussió sobre el futur format de l'esdeveniment.
- Oracle Team USA – Golden Gate Yacht Club

Per a l’America's Cup 2013, Ainslie va ser reclutat com a tàctic per l'Oracle Team USA, com a reemplaçament de John Kostecki durant una sessió de pràctiques d'Oracle l'11 de setembre de 2013. El 12 de setembre, l'endemà, va substituir Kostecki entrant a la sisena cursa de l’America's Cup 2013. El seu Oracle Team USA va vèncer l'equip de Nova Zelanda en la decisió de la Copa Amèrica a San Francisco el 25 de setembre.
- Ben Ainslie Racing - Royal Yacht Squadron Racing Ltd

El gener de 2012, Ben Ainslie va anunciar la formació d'un equip homònim per competir a l'America's Cup: Ben Ainslie Racing (BAR). El seu equip va competir a la classe AC45 de les Sèries Mundials de la Copa Amèrica 2011–13, Extreme Sailing Series 2014 i va establir un rècord de multicasc per a la regata Round the Island. L'equip va guanyar la Sèrie Mundial de la Copa Amèrica 2015–16, però va ser eliminat a les semifinals de la competició del Trofeu del Challenger de Louis Vuitton 2017 per determinar el desafiador de la Copa Amèrica 2017.
- INEOS TEAM UK - Royal Yacht Squadron Racing Ltd

L'abril de 2018, Ainslie va anunciar que l'equip de la Copa de les Amèriques passaria a anomenar-se INEOS TEAM UK en col·laboració amb INEOS i Sir Jim Ratcliffe. De nou, amb seu a la seu de Portsmouth, l'equip està construint dos nous iots monocasc de 75 peus per competir per la 36a Copa de les Amèriques que tindrà lloc a Auckland, Nova Zelanda el 2021.
El 21 d'octubre de 2020, Ben i INEOS TEAM UK van llançar el seu vaixell de regata per a la 36a America's Cup des de la seva seu a Auckland, anomenant el vaixell de regata AC75 "Britannia" Després d'una actuació decebedora a l'esdeveniment ACWS d'Auckland el desembre de 2020, l'equip va passar el després de tres setmanes fent modificacions al seu vaixell Britannia abans de l'inici de la sèrie classificatòria de la Copa Prada. Això incloïa un nou pal i veles, així com modificacions al casc i les làmines. L'equip va rebre el suport del Mercedes-AMG Petronas F1 Team patrocinat per INEOS.
L'INEOS Team UK va dominar la fase Round Robin de la Prada Cup, que els va veure competir i vèncer tres vegades a cadascun dels altres dos equips rivals, assegurant-se el seu lloc a la final de la Prada Cup a partir del 13 de febrer de 2021. El lloc de l'equip a la final de la Copa Prada va marcar un punt significatiu en la seva campanya, essent el més lluny que havia avançat qualsevol repte britànic a la competició des de la introducció d'una sèrie de selecció de retadors.
Després de la victòria de Luna Rossa Prada Pirelli a les semifinals de la Copa Prada contra l'American Magic, l'equip estatunidenc va ser eliminat de l'esdeveniment, assegurant-se el lloc de l'equip italià a la final de la Copa Prada al costat de l'INEOS Team UK.
Les Finals de la Copa Prada es van celebrar amb vent predominantment fluix (8-14 nusos), amb Luna Rossa mostrant una gran millora en el maneig de l'embarcació, guanyant les 5 primeres regates consecutives. L'INEOS Team UK va mostrar un ritme superior al vent a favor a la cursa 6, guanyant la seva única cursa abans que Luna Rossa dominés el dia 4 per aconseguir la seva sisena i setena victòria, guanyant la Copa Prada a la general i assegurant-se el seu lloc al 36è partit de la Copa Amèrica contra l'Emirates Team a Nova Zelanda.

### World Match Racing Tour
El desembre de 2010, Ainslie va acabar en primer lloc al World Match Racing Tour, i és el campió de la ISAF Match Racing 2010.

### La sèrie Extreme Sailing
El gener de 2014, es va anunciar que Ainslie competiria a la Extreme Sailing Series 2014 com a part de la seva preparació per a la Copa Amèrica. L'esdeveniment de vuit curses el veurà competir en un 40 peus vaixell multicasc.

## Vida personal
Ainslie viu a Seaview a l'illa de Wight i pertany al Sea View Yacht Club i és membre honorari del Royal Yacht Squadron. Va ser entrenat per David (Sid) Howlett, que va córrer amb un bot finlandès als Jocs Olímpics d'Estiu de 1976. Dona suport al Chelsea.
L'agost de 2014, Ainslie va ser una de les 200 personalitats públiques que van signar una carta a The Guardian on expressava la seva esperança que Escòcia votés per continuar formant part del Regne Unit al referèndum del setembre sobre aquesta qüestió.
El 20 de desembre de 2014, Ainslie es va casar amb l'ex presentadora de Sky Sports News Georgie Thompson. La parella té una filla, Bellatrix, nascuda el 2016. i un fill, Fox, nascut el 2021.

## Premis i honors
- 1995 British Yachtsman of the Year, i el 1999, 2000 i 2002.
- 1998 Federació Internacional de Vela World Sailor of the Year, i també el 2002, 2008 i 2012. Ainslie també va ser nominat el 2004 i el 2011.
- 2001 Membre de l'Ordre de l'Imperi Britànic (MBE)
- 2002 Llicenciatura honorífica, Universitat de Chichester[22]
- 2005 Oficial de l'Orde de l'Imperi Britànic (OBE)
- 2005 Doctor honoris causa en Dret, Universitat d'Exeter[23]
- 2007 Doctor Honoris Causa en Esport, Southampton Solent University[24]
- 2008 Nominat a la BBC Sports Personality of the Year[25] i també el 2012 i 2013.[26]
- 2009 Comandant de l'Ordre de l'Imperi Britànic (CBE)
- 2013 Knight Bachelor per a serveis a la vela.[27]